# Theobald Walter, I mayordomo principal de Irlanda
Theobald Walter (a veces Theobald FitzWalter, Theobald Butler, o Theobald Walter le Boteler) fue el primer mayordomo principal de Irlanda. También ocupó los cargos de mayordomo principal de Inglaterra y de "gran comisario" de Lancashire para 1194. Theobald fue el primero en utilizar el apellido Butler de la familia Butler de Irlanda. Participó en las campañas irlandesas del rey Enrique II de Inglaterra y Juan de Inglaterra. Su hermano mayor Hubert Walter fue arzobispo de Canterbury y justiciar y lord canciller de Inglaterra.

## Carrera
El 25 de abril de 1185, el príncipe Juan, en su nuevo cargo de "lord de Irlanda" desembarcó en Waterford y alrededor de este tiempo concedió el título hereditario de mayordomo de Irlanda a Theobald, por el cual él y sus sucesores asistirían a los reyes de Inglaterra en su coronación y les servirían su primera copa de vino. El padre de Theobald había ostentado el cargo de mayordomo en Inglaterra. Tiempo después, Enrique II le concedió derechos sobre los vinos para facilitar a él y a sus sucesores el desempeño de su dignidad. Por esta concesión recibiría dos barriles de vino por cada barco que desembarcara en cualquier puerto comercial de Irlanda y fuera cargado con 20 barriles de esa mercancía, y uno cuando fuera de 9 a 20. Theobald acompañó a Juan en su viaje por Munster y Leinster. En este tiempo también recibió una importante porción de la parte noroeste del Reino de Limerick. La concesión de cinco cantreds —tierras con villas— y media estuvo sujeta a: 
«...El distrito de Killaloe y el medio cantred de Trucheked Maleth en el que se encuentra, y los cantreds de Elykarval, Elyochgardi, Euermond, Aros y Wedene, y Woedeneoccadelon y Wodeneoidernan».
Este territorio corresponde a las actuales baronías modernas de Tullough (en Clare), Clonlisk y Ballybritt (en Offaly), Eliogarty, Ormond Superior, Ormond Inferior, Owney y Arra (en Tipperary), Owneybeg, Clanwilliam y Coonagh (en Limerick).
Theobald participó en la guerra que tuvo lugar cuando Ruaidrí Ua Conchobair intentó recuperar su trono tras retirarse a la Abadía de Cong, ya que hombres de Theobald estuvieron implicados en la muerte de Donal Mór na Corra Mac Carthaigh durante un parlamento en 1185 cerca de Cork. En 1194 Walter apoyó a su hermano Hubert contra el príncipe Juan, recibiendo la rendición de los seguidores de Juan en Lancaster. Theobald fue premiado con el cargo de alguacil de Lancaster, que mantuvo hasta la Navidad de 1198. Fue nombrado nuevamente alguacil después de que Juan ascendiera al trono en 1199.
A comienzos de 1200, no obstante, Juan privó a Walter de todos sus cargos debido a sus irregularidades como alguacil. Sus tierras no le fueron restauradas hasta enero de 1202. Un manuscrito en la Biblioteca Nacional de Irlanda señala a William de Braose, lord de Bramber, como agente de su restauración:
«Concesión por William de Braosa, (sénior) a Theobald Walter (le Botiller) el burgo de Kildelon (Killaloe) ... El cantred de Elykaruel (baronías de Clonlisk y Ballybrit, Offaly), Eliogarty, Ormond, Ara y Oioney, etc. 1201».
"Elykaruel" se refiere al tuath gaélico de "Ely O'Carroll", al sur de Offaly y norte de Tipperary (en Ikerrin). Los otros cantreds nombrados son probablemente las baronías de Eliogarty, Ormond Superior, Ormond Inferior y Owney y Arra en Tipperary.
Theobald fundó la Abadía de Woney, en la townland de Abington (en irlandés: Mainistir Uaithne, que significa "el monasterio de Uaithne"), cerca del actual pueblo de Murroe en Limerick, en alrededor de 1200; de esta no quedan restos. También fundó la Abadía de Cockersand en Lancaster, la Abadía de Nenagh en Tipperary, y una casa monástica en Arklow en el condado de Wicklow.

## Familia
Theobald Walter era hijo de Hervey Walter y Matilda de Valoignes, una de las hijas de Theobald de Valoignes. De esta pareja también nacieron Hubert —futuro jefe justiciar y arzobispo de Canterbury—, Bartholomew, Roger y Hamon. Theobald Walter y su hermano Hubert fueron educados por su tío Ranulf de Glanvill, el gran justiciar de Enrique II de Inglaterra y casado con la hermana de su madre, Bertha.
Walter se casó con Maud le Vavasour (1176-1226), heredera de Robert le Vavasour, un barón de Yorkshire. Esto ocurrió en 1789 según John Lodge en su Nobiliario de Ireland. Walter murió el 4 de febrero de 1206 en el castillo de Arklow, y fue enterrado en la Abadía de Wotheney. Sus hijos fueron;
- Theobald le Botiller, II mayordomo principal de Irlanda.[14]
- Maud (1192-1244).
- Matilda (1199-1225).